# Javad Davari
Javad Davari (in persiano جواد داوری‎; Esfahan, 25 aprile 1983) è un ex cestista iraniano.

## Carriera
Con l'Iran ha disputato i Giochi olimpici di Pechino 2008, i Campionati mondiali del 2010 e sei edizioni dei Campionati asiatici (2003, 2007, 2009, 2011, 2013, 2015).